# Лавина
Лавина или усов, понекад плеоназмично и снежна лавина, називи су за рушење великих маса снега низ стрме високопланинске и падине већих нагиба, најчешће зими и у рано пролеће. Лавине се обично покрећу у стартној зони услед механичког дефекта у снежном покривачу (плочаста лавина) када снаге које делују на снег премашују његову јачину, а понекад само с постепеним проширивањем (олабављена снежна лавина). Након иницијације, лавине обично брзо убрзавају и расту у маси и запремини како оне повлаче све више снега. Ако се лавина довољно брзо помера део снега се може мешати са ваздухом који ствара прах снежне лавине, која је врста гравитацијске струје.
Клизишта камења или остатака, која се понашају на сличан начин са снегом, такође се називају лавинама (види клизиште). Остатак овог чланка односи се на сњежне лавине.
Терет на снежном наносу може бити само узрокован гравитације, у ком случају недостатак се може јавити било због слабљења снежног наноса или због повећаног оптерећења услед падавина. Лавине које су покренуте овим процесом познате су као спонтане лавине. Лавине такође могу да се покрену другим узрочницима, као што су људске или биолошке активности. Сеизмичка активност такође може изазвати лавине.

## Стварање
Стрма планинска подручја погодују нагомилавању снежних маса које се под утицајем ветра, земљотреса, јаког звука (пуцањ, писак локомотиве) или кретања људи и животиња нагло сруче низ падину у долину. Сручивање снега може бити суво или влажно. Суве лавине јављају се зими, крећу се великом брзином (до 100m/s) и испред себе стварају ветар велике рушилачке снаге. Влажне лавине настају у пролеће, када почне отапање снега, а одликује их релативно висок садржај стеновитог моренског материјала — камења, блокова стена и дрвећа — помешаног са снегом.
Већина лавина се јавља спонтано током олуја услед повећаног оптерећења узрокованог снегом. Други значајни узрок природних лавина су метаморфне промене у снежном наносу као што је топљење услед сунчевог зрачења. У остале природне узроке се уврштавају киша, земљотреси, падање стена и леда. Вештачки покретачи лавина укључују скијаше, моторне санке и контролисана експлозивна дејства. Супротно популарном веровању, лавине се не покрећу гласним звуком; притисак звука је за неколико редова величине премало да би се покренула лавина.
Иницијација лавине може почети у тачки где се само мала количина снега у почетку креће; ово је типично за влажне снежне лавине, као и за лавине у сувом неконсолидованом снегу. Међутим, ако је снег био синтерован у круту плочу која лежи на слабом слоју онда се преломи могу врло брзо пропагирати, тако да велика запремина снега, која може имати хиљаде кубних метара, може да почне да се покреће скоро симултано.
Снежни нанос ће пропасти када оптерећење премаши известан ниво. Дефинисање оптерећења је једноставно, то је тежина снега. С друге стране, јачину снежног наноса је много теже одредити, и она је изузетно хетерогена. Она се разликује у зависности од својстава зрна снега, величине наноса, снежне густине, морфологије и температуре, као и садржаја воде и својства веза између зрна. Ове особине се могу временом преобразити у зависности од локалне влажности, флукса водене паре, температуре и топлотног флукса. Површина снежног наноса је такође у великој мери под утицајем упадног зрачења и локалног протока ваздуха. Један од циљева истраживања о лавинама је развој и валидација компјутерских модела који могу описати еволуцију сезонских снежних наноса током времена. Компликујући фактор је сложена интеракција терена и времена, што узрокује значајну просторну и временску варијабилност дубине, кристалних форми и раслојавање сезонског снежног наноса.

### Блоковске лавине
Блоковске лавине се често формирају у снегу који је био депонован, или редепонован ветром. Оне имају карактеристичан изглед блокова (громада) снега одвојених од свог окружења преломима. Елементи блоковских лавина обухватају следеће: крунски прелом по врху почетне зоне, преломе бочних странама почетних зона, и прелом на дну који се назива стаучвол (енгл. stauchwall). Преломи круне и бокова су вертикални зидови у снегу који одвајају снег који је ушао у лавину од снега који је остао на падини. Плоче могу да варирају по дебљини од неколико центиметара до три метра. Блоковске лавине су одговорне за око 90% смртних случајева услед лавина у руралним областима.

### Лавине прашкастог снега
Највеће лавине формирају турбулентне суспензионе струје познате као лавине прашкастог снега или мешовите лавине. Оне се састоје од облака праха, који надвишава густу лавину. Оне се могу формирати од било ког типа снега и независне су од иницирајућег механизма, мада се углавном јављају у присуству свежег сувог праха. Лавине прашкастог снега могу да премаше брзине од 300 km/h (190 mph), и масе од 10.000.000 тона; њихов ток може да путује преко дугих растојања дуж равних површина долина и чак и узбрдо на кратким раздаљинама.

### Лавине мокрог снега
У контрасту са лавинама прашкастог снега, лавине влажног снега имају веома малу брзину суспензије снега и воде, са протоком који је ограничен на површину стазе. Мала брзина кретања је последица трења између површине клизања стазе и водом засићене снежне масе. Упркос мале брзине кретања (~10–40 ), влажне снежне лавине имају способност генерисања моћних деструктивних сила, услед њихове велике масе и густине. Тело протока мокре снежне лавине може да продре кроз меки снег, и може да спере облутке, земљу, стабла и другу вегетацију; остављајући изложено и често спрано земљиште стазе лавине. Лавине влажног снега могу да буду инициране било отпуштањем лабавог снега, или ослобађањем блокова, и једино се јављају у снежним наносима који су засићени водом и изотермно уравнотежени до тачке топљења леда. Изотермна карактеристика лавина влажног снега је довела до тога да се назив изотермно склизавање исто тако користи у литератури (на пример у раду Даферна из 1999, страна 93). На умереним географским ширинама лавине влажног снега често су повезане са циклусима климатских лавина на крају зимске сезоне, када долази до значајног дневног загревања.

### Пут лавине
Како се лавина креће низ падину, она следи одређени пут који зависи од степена стрмине косине и количине снега/леда који је захваћен у кретањем масе. Место почетка лавине се зове почетном тачком и обично се јавља на нагибу од 30-45 степени. Тело стазе назива се стазом лавине и обично се јавља на нагибу од 20-30 степени. Када лавина изгуби свој момент и на крају се заустави, она достиже до исходишне зоне. До тога обично долази када је нагиб досегао стрмост која је мања од 20 степени. Ове величине нагиба нису универзално конзистентне због тога што је свака лавина јединствена и зависна од стабилности снежног наноса, којој доприносе фактори околине и људски утицаји.

### Ледене лавине
Ледена лавина се јавља кад велики комад леда, као што је серак или одрањајући глечер, падну у лед (као што је Кимбу ледопад), изазивајући кретање изломљених ледених комада. Резултирајуће кретање је у већој мери аналогно одрону камена или клизишту, него снежној лавини. Ледене лавине је типично веома тешко предвидети и скоро их је немогуће ублажити.

## Штета
Лавине често изазивају велике штете и губитак људских живота, мада су с обзиром на релативно слабу насељеност планинских подручја својим размерима ограничене у поређењу са другим природним катастрофама. Међутим, оне у неким случајевима уз људе руше и насеља, уништавају комуникације (каблове) и шуме. Пример снежне незгоде великих размера јесте Перу 10. јануара 1962. Овом приликом, лавина је уништила девет насеља и усмртила четири хиљаде људи.
Лавине су врло честа појава на Алпима, а ретка на Проклетијама. Европске мере заштите од лавина су следеће:
- организовање службе надзора и упозоравања на опасност
- вештачко изазивање малих лавина пре великог нагомилавања
- спречавање нагомилавања снега на угроженим местима
- подизање грађевина за усмеравање и успоравање снежне масе

## Таблица ризика
Следећа таблица представља ризик од настанка лавине одређен у већини европских законодавних система. Ова скала усвојена је априла 1993, а ажурирана маја 2003. ради повећања униформности. Према њој, у Француској је најчешће ризик трећег и четвртог степена, док су у Швајцарској најзаступљенији други и трећи степен.
| Степен ризика   | Стабилност снега                                                          | Заставица | Опис степена |
| --------------- | ------------------------------------------------------------------------- | --------- | --- |
| низак (1)       | снег је у принципу стабилан                                               |           | доћи ће до лавине само ако тежак терет пређе преко најстрмијих падина; сваке спонтане лавине су занемарљиве; стање стабилно                              |
| огран. (2)      | снег је делимично стабилан на неким стрминама, док је на остатку стабилан |           | до лавине долази само ако преко падина пређе тежак терет, посебно на релативно стрмим падинама; нема спонтаних сручивања снега                           |
| средњи (3)      | на већини стрмина снег је само делимично стабилан                         |           | до лавине може доћи на било којој падини чак и са релативно малим теретом; на посебно осетљивим падинама може доћи до осредњих спонтаних сручивања снега |
| висок (4)       | на свим стрминама снег генерално није стабилан                            |           | до лавине лако може доћи на било којој падини са релативно малим теретом; на посебно осетљивим падинама може доћи до повеликих спонтаних сручивања снега |
| веома висок (5) | снег је у принципу нестабилан                                             |           | на свим стрминама може доћи до великих спонтаних лавина                                                                                                  |

## Таблица јачине
Следећа таблица представља јачину лавине по њеном постанку одређену у већини европских законодавних система. Ова скала усвојена је априла 1993, а ажурирана маја 2003. ради повећања униформности.
| Степен     | Исход                                    | Штета                                  | Величина                          |
| ---------- | ---------------------------------------- | -------------------------------------- | --------------------------------- |
| бљузга (1) | снег обара, али не и закопава људе       | мала; обично повреде људи (ретко смрт) | дужина < 50 запремина < 100       |
| мала (2)   | снежна маса се зауставља на самој падини | закопавање, повређивање и усмрћивање   | дужина < 100 запремина < 1.000    |
| средња (3) | снежна маса стиже до дна саме падине     | оштета дрвећа, грађевина и возила      | дужина < 1.000 запремина < 10.000 |
| велика (4) | снег прелази све низбрдице и равнине     | обарање дрвећа, грађевина и возила     | дужина > 1.000 запремина > 10.000 |

## Динамика
Кад се блоковске лавине формирају, громаде се распадају у све мање и мање фрагменте док снег путује низбрдо. Ако фрагменти постану довољно мали, спољашњи слој лавине, који се назива солтационим слојем, поприма карактеристике флуида. Када су присутне довољно фине честице, оне могу да постану суспендоване у ваздуху. Ако се довољна количина снега подигне у ваздух, овај део лавине може да се одвоји од главнине и да путује на веће удаљености као лавина прашкастог снега. Научне студије користећи радар, након катастрофалне Галтирске лавине из 1999. године, потврдили су хипотезу да се солтациони слој формира између површине и ваздушне компоненте лавине, који се такође може одвојити од главнине лавине.
Погонска сила лавине је компонента тежине лавине паралелна са нагибом; док лавина напредује било који нестабилни снег на њеном путу ће имати тежњу да постане инкорпориран, чиме се повећава укупна тежина. Ова сила ће се повећати с повећањем стрмости нагиба и смањивати са умањењем косине нагиба. Кретању лавине се супротстављају бројне компоненте за које се сматра да формирају међусобне интеракције: трење између лавине и површине по којој се креће; трење између ваздуха и снега унутар флуида; флуидно-динамичко повлачење на предњој ивици лавине; отпорност на смицање између лавине и ваздуха кроз који пролази, и отпорност на смицање између фрагмената у самој лавини. Лавина ће наставити да убрзава док отпор не превазиђе потисну силу.

### Моделовање
Покушаји моделовања понашања лавина датирају из раног 20. века, као што је на пример рад професора Лаготала у оквиру припрема за Зимске олимпијске игре 1924. у Шамонију. Његов метод је даље развио А. Воелми, и додатно је популаризован након објављивања публикације са насловом Ueber die Zerstoerungskraft von Lawinen (О деструктивним силама лавина) 1955. године.
Воелми је користио једноставну емпиријску формулу, третирајући лавину као клизећи блок снега који се креће са вучном силом која је пропорционална квадрату брзине њеног протока:
{\displaystyle {\textrm {Pref}}={\frac {1}{2}}\,{\rho }\,{v^{2}}\,\!}
Он и други су накнадно извели друге формуле које узимају низ других фактора у обзир, од којих су Воелми-Салм-Гублеров и Перла-Ченг-Маклунгов модел ушли у најширу употребу као једноставни алати за моделовање протока лавине. Они нису директно применљиви на лавине прашкастог снега.
Од 1990-их многи модели који су у већој мери софистиковани су развијени. У Европи је знатан део недавног рада на томе спроведен у оквиру SATSIE (Студије лавине и валидације модела у Европи, енгл. Avalanche Studies and Model Validation in Europe) истраживачког пројекта, који подржава Европска комисија. Један од исхода овог пројекта је водећи MN2L модел, који сад користи служба Service Restauration des Terrains en Montagne (Служба планинског спасавања) у Француској, и D2FRAM (Динамички модел лавина двоструког проточног режима, енгл. Dynamical Two-Flow-Regime Avalanche Model). Други познати модели су они који се могу формирати SAMOS-AT софтвером за симулацију лавина, као и RAMMS софтвером.